# Homofonía (música)

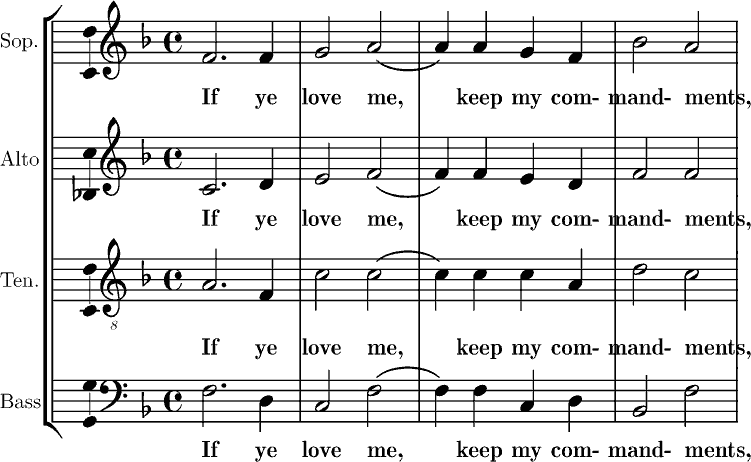
Homofonía en If ye love me de Thomas Tallis (1549). Las voces se mueven simultáneamente usando el mismo ritmo y la relación armónica entre ellas crea acordes. Este fragmento comienza con el acorde de fa mayor.

Homofonía etimológicamente proviene del término griego ὁμόφωνος [homóphōnos], compuesto de ομοιο [homo] que significa "igual" y φωνή [phōnḗ] que quiere decir "sonido".
En música, la homofonía es un tipo de textura donde dos o más voces se mueven simultáneamente desde el punto de vista armónico y cuya relación forma acordes. La textura homofónica también puede ser descrita como homorrítmica cuando todas esas voces siguen el mismo ritmo o ritmos muy parecidos entre sí.

## Descripción
Inicialmente en la Grecia Antigua la homofonía indicaba aquella música en la que una sola melodía era interpretada por dos o más voces al unísono o a distancia de octavas, es decir, como una monofonía a varias voces.
La homofonía como término apareció por primera vez en inglés con Charles Burney en 1776, enfatizando la concordia en la melodía armonizada.
Por lo general las texturas homofónicas sólo contienen una melodía primaria o principal según la terminología de Benward y Saker. El soporte armónico y el soporte rítmico a menudo se combinan, por lo tanto siguiendo a Benward y Saker, se etiquetan como soporte armónico y rítmico.
Esto se contrapone a la polifonía ya que en ésta las partes tienen independencia rítmica y melódica y donde no hay predominancia de ninguna parte. En la homofonía, en cambio, las partes acompañantes sólo dan un soporte armónico a la melodía, usualmente ubicada en la voz superior. En la homofonía homorrítmica suena una melodía que es acompañada por acordes.

### La homofonía de predominio melódico
En la homofonía de predominio melódico, las voces acompañantes proporcionan un apoyo de acordes a la voz principal, que asume la melodía. La mayor parte de la música popular actual presenta estos tipos de textura: la voz humana asume el papel principal y los instrumentos como el piano, la guitarra o el bajo eléctrico normalmente acompañan a la voz. En muchos casos los instrumentos también toman un papel dominante y a menudo este papel principal pasa de una voz o instrumento a otro a través de las diferentes estrofas.

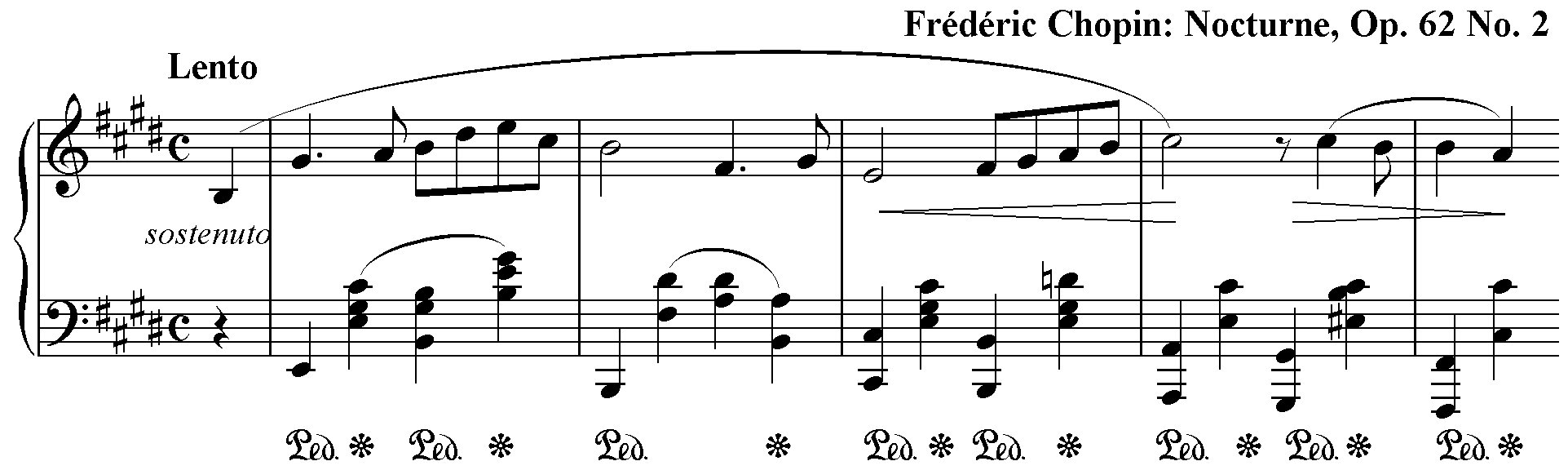
Homofonía de predominio melódico en el Nocturno en mi op. 62 n.º 2 de Chopin. La mano izquierda (en clave de fa) proporciona un apoyo acordal a la melodía que interpreta la mano derecha (en clave de sol).

La melodía acompañada o monodia acompañada es similar a la homofonía de predominio melódico en tanto que una voz se convierte en la parte melódica mientras que las otras asumen la armonía subyacente. La melodía acompañada se caracteriza por consistir en una sola voz con un acompañamiento instrumental que -en su caso- dobla la voz, mientras que la homofonía de predominio melódico hace referencia a una categoría más amplia de música homofónica que incluye las composiciones para varias voces y no sólo las piezas escritas para voz solista como era la tradición de la monodia italiana de principios del siglo XVII.

## Homofonía en la música occidental
Si bien la homofonía puede ser escuchada en prácticamente todas las tradiciones musicales europeas, las primeras muestras registradas en notación musical datan de la Edad Media y corresponden a piezas musicales para la danza como la estampie.
Sin embargo, debido a que la producción de manuscritos era costosa, muy poca música homofónica medieval llegó a ser puesta por escrito y la mayor parte de la música que se conserva de dicho período es monódica. En el periodo renacentista se llevó a cabo un registro también escaso de la homofonía.
La homofonía apareció como una de las texturas predominantes en la música clásica del periodo barroco a principios del siglo XVII, cuando entre los compositores se generalizó la costumbre de componer con el concepto de la armonía vertical en mente, el basso continuo homofónico fue uno de los rasgos característicos y definitorios del estilo. Los arreglos de corales a cuatro voces (soprano, contralto, tenor y bajo) pasaron a ser la norma en la música clásica occidental desde entonces. 
Las primeras apariciones de la homofonía se dieron en la música sacra, reemplazando a la polifonía y la monodia como texturas dominantes, además de extenderse a la música profana donde ha permanecido presente hasta nuestros días como una de las modalidades estándar.
En la música clásica del siglo XX «algunas de las figuras de acompañamiento basadas en las tríadas, como el bajo Alberti [una forma homofónica de acompañamiento] desapareció completamente de la escena compositiva» y, más que la tradicional interdependencia de alturas melódicas y acórdicas que comparten una misma base tonal, en su lugar apareció una clara distinción entre los materiales de la melodía y los de la armonía, que normalmente evitan las duplicaciones. Sin embargo, todavía se siguen utilizando algunos artilugios tradicionales como la repetición de acordes.
La música de jazz así como otras formas de la música popular moderna son normalmente homofónicas siguiendo progresiones de acordes sobre las que los intérpretes tocan una melodía o simplemente improvisan.

## Homofonía en la música no occidental
Aunque la homofonía es más familiar para occidente que para otras culturas musicales, ha aparecido de diversas maneras en varias de ellas. Quizá sobre todo en regiones en las que se ha cultivado la música vocal colectiva. 
Cuando el explorador Vasco da Gama desembarcó en África occidental en 1497, mencionó que la música que escuchó estaba en «dulce armonía». 
Aunque el concepto de armonía que se tenía en la época no era necesariamente el concepto de homofonía que tienen hoy los estudiosos, normalmente se acepta que las armonías homofónicas vocales son habituales en la música africana actual, en la que los cantantes se mueven por terceras o cuartas paralelas. Por ejemplo, la etnia Fang de Gabón ha utilizado la homofonía en algunas de sus músicas.
En la música de Indonesia oriental (es decir, en la música de los Toraya al sur de Sulawesi, en la Isla de Flores, en el este de Kalimantan y en el norte de Sulawesi) son habituales las armonías a dos voces, normalmente en intervalos de terceras, cuartas o quintas.
Además, la mayor parte de la música del Oriente Medio generalmente es homofónica, aunque la polifonía también es una textura importante. 
Por su parte, la música china generalmente es considerada homofónica dado que los instrumentos suelen proporcionar un acompañamiento en cuartas o quintas paralelas y a menudo doblan la voz en la música vocal. No obstante, la heterofonía también es muy común.